# Mouton miroir
Le mouton miroir (en allemand : Spiegelschaf) est une race de mouton domestique originaire de Suisse, plus précisément de la vallée du Prättigau dans le canton des Grisons. Elle est suivie par la fondation Pro Specie Rara. Elle doit son nom à son front glabre, le miroir.

## Histoire
Le mouton miroir est originaire du Prättigau et des vallées limitrophes. Il descend de races anciennes des Grisons, comme le mouton du Prättigau et possède des gènes du mouton soyeux et du mouton de Luzein. Menacée de disparition totale dans les années 1980, cette race est soutenue par la fondation suisse Pro Specie Rara. Aujourd'hui on la retrouve dans presque toute la Suisse,.

## Description
Le mouton miroir de robe blanche arbore un dessin caractéristique de couleur noire (puis brune qui s'estompe avec l'âge) autour des yeux en forme de lunettes, autour de la bouche et au bout des oreilles. Le mouton miroir n'a pas de cornes ; il est de taille moyenne, mesurant de 63 à 80 cm au garrot et pesant de 50 kg pour la femelle à 80 kg pour le mâle. C'est un représentant typique des anciens moutons de campagne et comme eux il a la tête, les jambes et le ventre dépourvus de poils laineux. Sa tête est longue et étroite, ses oreilles moyennement longues.
Les agneaux, qui naissent tachetés, sont faciles à engraisser. Le mouton miroir est élevé pour sa chair et pour sa laine, ainsi que pour l'entretien du paysage montagnard. 